# Óscar Rojas
Óscar Vladimir Rojas Giacomozzi (Purén, 1958. november 15. – ) chilei válogatott labdarúgó.

## Pályafutása

### Klubcsapatban
Pályafutását 1978-ban a Deportes Concepciónban kezdte. 1981 és 1988 között a Colo-Colo játékosa volt, melynek színeiben három alkalommal (1981, 1983, 1986) nyerte meg a chilei bajnokságot. 1988-ban Mexikóba szerződött a Pueblához, ahol egy évet töltött. 1989-ben az Unión Españolában szerepelt. 1990 és 1991 között az Atlético Moreliában játszott.  

### A válogatottban
1982 és 1988 között 10 alkalommal szerepelt a chilei válogatottban és 1 gólt szerzett. Részt vett és az 1982-es világbajnokságon, de nem lépett pályára egyetlen mérkőzésen sem.

## Sikerei
Colo-Colo
- Chilei bajnok (3): 1981, 1983, 1986